# Туренин, Василий Петрович Муса
Василий Петрович Муса Туренин († 1605) — князь, дворянин московский, воевода и окольничий, единственный сын князя Петра Владимировича Туренина. Рюрикович в XXI колене.

## Биография
Подписался в поручной записи по князю Михаилу Ивановичу Воротынскому (1566). Подписался на грамоте об отказе полякам в перемирии и о продолжении с ними войны (02 июля 1566). За ним числится село Ступишино (Зворыкино) в Московском уезде (1571). Осенью 1577 года отправлен на год воеводой в Дедилов. Летом 1579 года — первый воевода в Туле. В 1580 году — в ожидании прихода Стефана Батория, второй воевода полка правой руки в Калуге. В октябре того же года стоял в Волоколамске вторым воеводой под руководством великого князя тверского Симеона Бекбулатовича. Тогда ж с ним местничали князья И. Шастунов и Р. Охлябинин. В 1581 году находился на воеводстве в Старой Русе, послан на обмен бывших в плену воевод, но при нападении литовцев сам попадает в плен: «и литовские люди Русу зажгли и воеводу князь Василия Туренина взяли».
В 1587 году первый воевода в полку левой руки «на берегу», в Кашире. С 1587/1588 года числился в дворянах московских.
Зимой 1589/1590 года упоминается в шведском походе царя Фёдора Иоанновича среди воевод «у знамени». Осенью 1591 года во главе полка правой руки стоял «на берегу». Тогда же с ним местничал З.И. Лыков. В виду нашествия крымского хана назначен вместе с князем Ногтевым-Суздальским охранять Белый город в Москве (1591). В 1595 году стоял «на берегу» с передовым полком. Тогда же против него местничал воевода из большого полка князь Василий Иванович Буйносов-Ростовский. В 1596 году прислан на воеводство в Чернигов вместо воевод князей Ф. А. Ноготкова и А. Р. Волконского и служил там «по стретеньев день» 1598 года, после чего был переведен в Почеп.
В чине московского дворянина подписался за себя и своих детей Фёдора и Дмитрия на грамоте об избрании в цари Бориса Годунова (01 августа 1598).
В 1601-1602 годах объезжий голова в Москве, в Китай-городе и Кремле. В декабре 1603 года получил чин окольничего. Скончался в 1605 году, оставив двух сыновей: Фёдора и Дмитрия Мусиных.
Жена: № Михайловна — дочь Михаила Васильевича и Аксиньи Яковлевых.

## Критика
Известно, что при насильственном пострижении царя Василия Ивановича Шуйского (15 июля 1610), при обряде, слова отречения за него произносил кто-то из присутствующих и как повествует Авраамий Палицын, то был князь Василий Туренин, что принимает Николай Михайлович Карамзин, но оба не называют отчества. Строев в указателе к Истории Карамзина относит это именно к князю Василию Петровичу Мусе-Туренину, с чем трудно согласиться. Вероятно, что Василий Петрович умер († 1605), что подтверждаются отсутствием записей в послужных списках. Сергей Михайлович Соловьев, согласно показаниям Никоновской летописи, признаёт, что отречение произносил князь Василий Тюфякин, что тоже сомнительно. Если действительно слова отречения произносил Василий Туренин, то вероятно, что это был князь Василий Иванович Туренин.